# Camille de Sablet
Pour les articles homonymes, voir Sablet (homonymie).
Camille de Sablet, née en 1982 à Paris, est une actrice française de théâtre et de cinéma.

## Biographie
Née d'une mère comédienne et metteur en scène et d'un père comédien et metteur en scène également, Camille de Sablet suit rapidement le même chemin que ses parents. En 1999, elle suit les cours René Simon. En 2000, elle suit les cours de théâtre Blanche Salant. À partir de 2001, elle passe cinq années au Studio théâtre d'Asnières de Jean-Louis Martin-Barbaz.
En 2006, elle entre au Conservatoire national supérieur d'art dramatique. Pendant ces années d'études, elle tourne déjà pour le cinéma et la télévision.

## Filmographie

### Cinéma

#### Longs métrages
- 2003 : Snowboarder d’Olias Barco
- 2006 : Pardonnez-moi de Maïwenn
- 2008 : Coupable de Laetitia Masson
- 2010 : Holiday de Guillaume Nicloux
- 2017 : Prendre le large de Gaël Morel : la directrice des ressources humaines de l'usine
- 2017 : Monsieur & Madame Adelman de Nicolas Bedos : une invitée à la fête d'anniversaire
- 2023 : Le Théorème de Marguerite de Anna Novion : la formatrice

#### Courts métrages
- 1997 – Le Bleu du ciel de Christian Dor
- 2006 – Au banquet des loups de Charles Redon
- 2007 – Khady de Anaïs Carpita
- 2007 – Encadré de Anna Ciennick
- 2008 – Immobile et perdue de Christophe Nanga-Oly
- 2008 – X femmes - de Laetitia Masson
- 2009 – Le Hurlement d'un poisson de Sébastien Carfora
- 2009 – Palak Panner de Sébastien Carfora
- 2010 – Nos retrouvailles de Thierry Lautier
- 2013 – Je montrerai mes seins d'Eduardo Sosa Soria
- 2013 – Roxane d'Alexandre Zeff
- 2021  – Chair neuve de Jonathan Palumbo
- 2021 – Portrait craché de François Zabaleta

### Télévision

#### Téléfilms
- 1991 – Interdit d'amour de Catherine Corsini
- 1997 – La Laïque de Maurice Failevic
- 2009 – Camus de Laurent Jaoui

#### Séries télévisées
- 2003 : Groupe flag - ép. Les Braqueuses Réal : Étienne Dhaene
- 2003 : PJ - ép. Vengeance Passive Réal : Étienne Dhaene
- 2003 : Commissaire Moulin - ép. 33 Les Lois de Murphy Réal : Yves Rénier
- 2004 : Le Péril imminent - ép. Mortel Chahut Réal : Arnaud Selignac
- 2004 : Les Montana - ép. Sans issue Réal : Benoît d'Aubert
- 2006 : Double Peine - ép. 1 et 2 Réal : Arnaud Selignac
- 2006 : Avocats et Associés - ép. Le mal du siècle Réal : Alexandre Pidoux
- 2006 : Commissaire Moulin - ép. 44 La dernière affaire Réal : Yves Renier
- 2009 : Boulevard du palais - Jeu de massacre Réal : Thierry Petit
- 2010 : Julie Lescaut, épisode 3 saison 19, Rédemption de Dominique Tabuteau : Claudia Safina
- 2011 : Flics - ép. Levée d'écrou - Réal : Thierry Petit - Mylène
- 2017 : Profilage - S08E05 Mère patrie - Lorraine Lepage
- 2020 : Alex Hugo - Un jour de colère - Siméoni
- 2023 : Irrésistible - ép. 1, réalisation Antony Cordier : la capitaine des pompiers

## Théâtre
- 2003 – Ombre et Lumière d'Avril - De Dermot Bolger - Msc. : Kazem Shahryari
- 2003 – L'enfant enlevé par un cheveu - De F. Degeorges - Msc. : Marc Huraux
- 2004 – L'épreuve - De Marivaux - Msc. : Yveline Hamon
- 2004 – Fugaces - De Josep Maria Benet i Jornet - Msc. : Hervé Petit
- 2005 – L'Échange - De Paul Claudel - Msc. : Emmanuel de Sablet
- 2008 – Les Présidentes - De Schwab - Msc. : Laureline Collaviza
- 2009 – Inspecteur Gambas - De Carol Férey - Msc. : Marguerite Gâteau
- 2010 – Sens Pièce Radiophonique pour France Culture
- 2010 – 5 filles couleur pêche Msc. : Jean-Jacques Beineix
- 2010 – La Chance de ma vie - De Rémi de Vos, Valérie Grail, Fabrice Melquiot, François Monnié et Jean-Gabriel Nordmann - Msc. : Valérie Grail

## Distinctions
- 1er prix de Tragédie Silvia-Monfort en 2008
- 2e prix de Tragédie Silvia-Monfort en 2004 et 2006